# Saint-Remikerk (Franc-Waret)

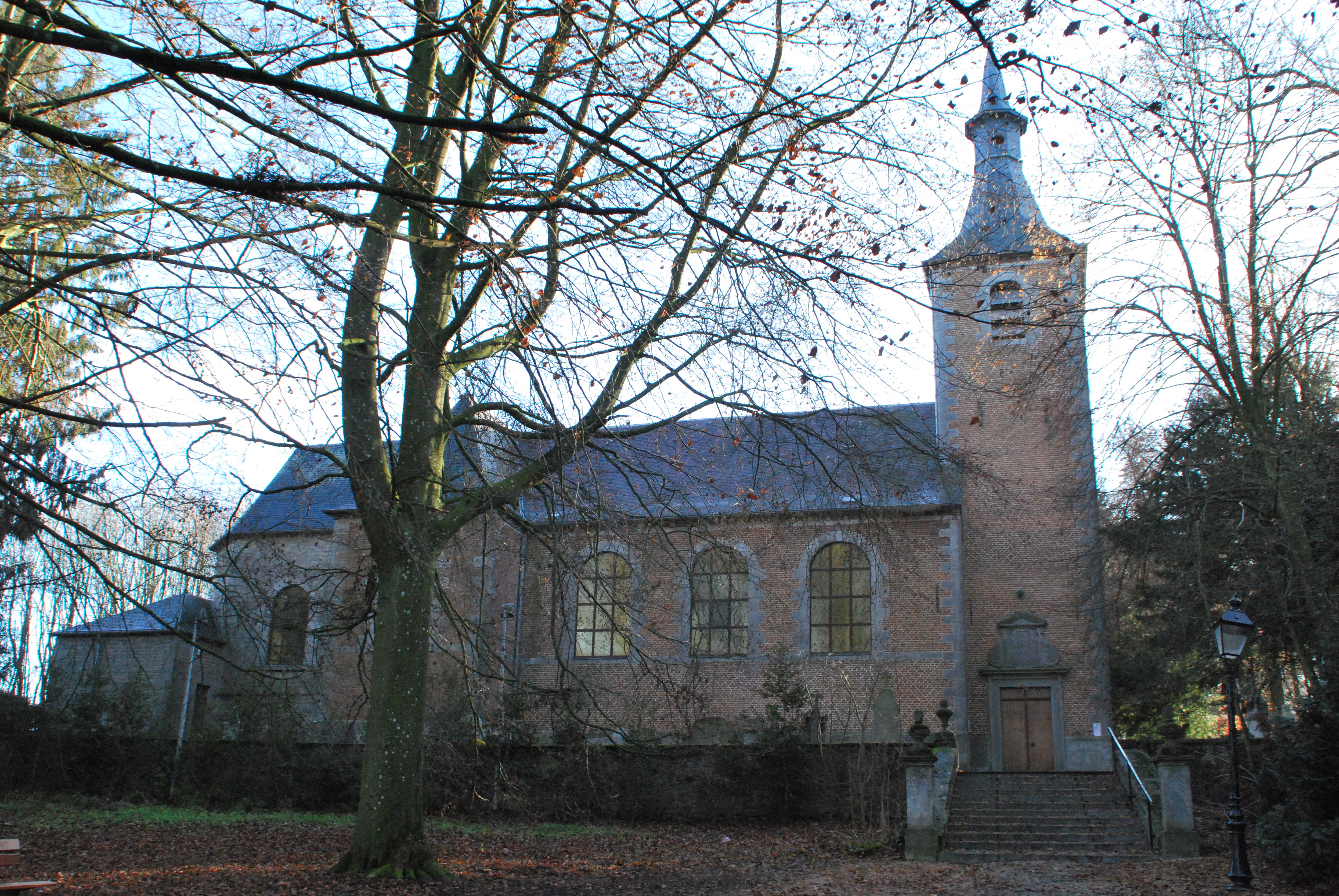
Zijgevel

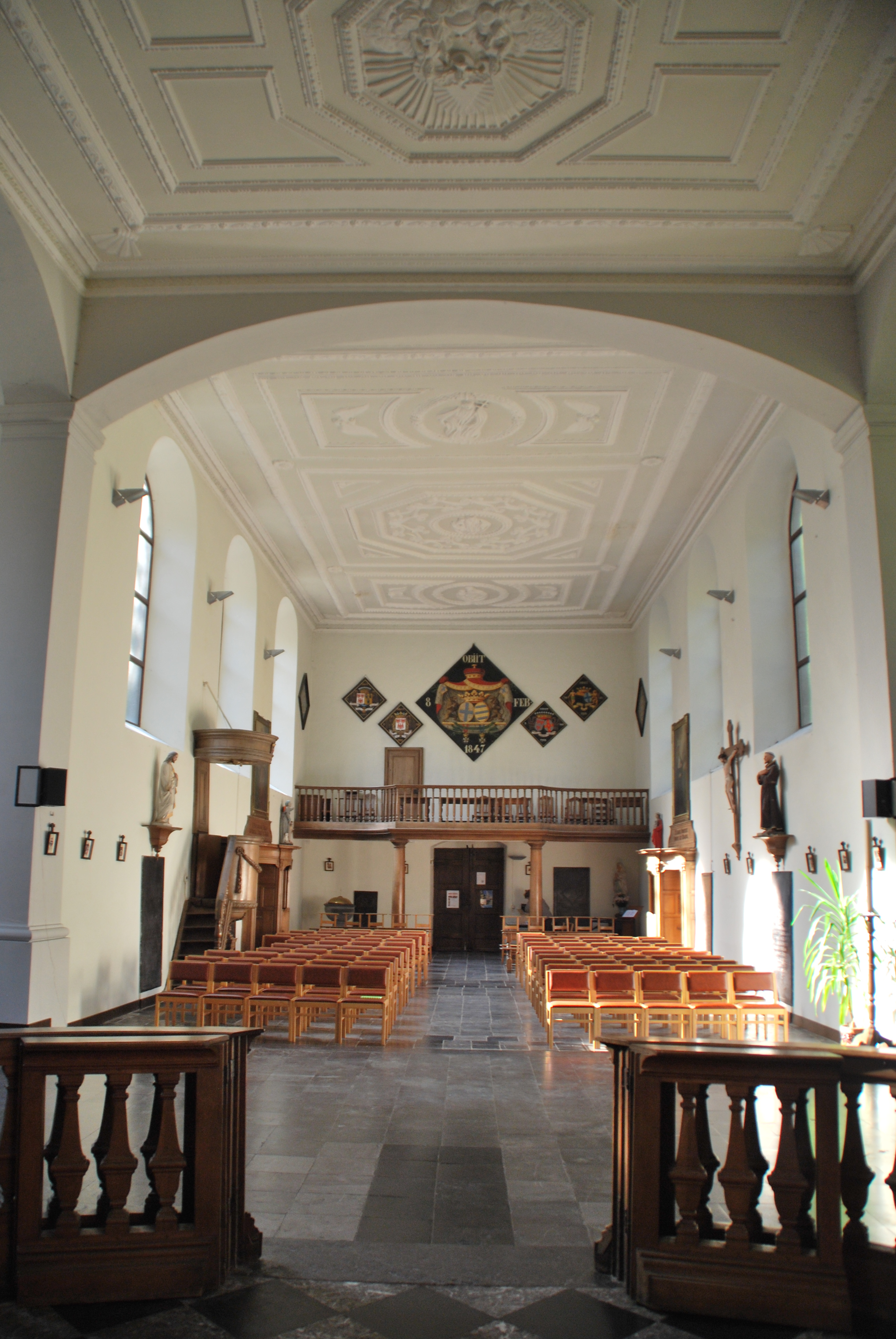
Schip

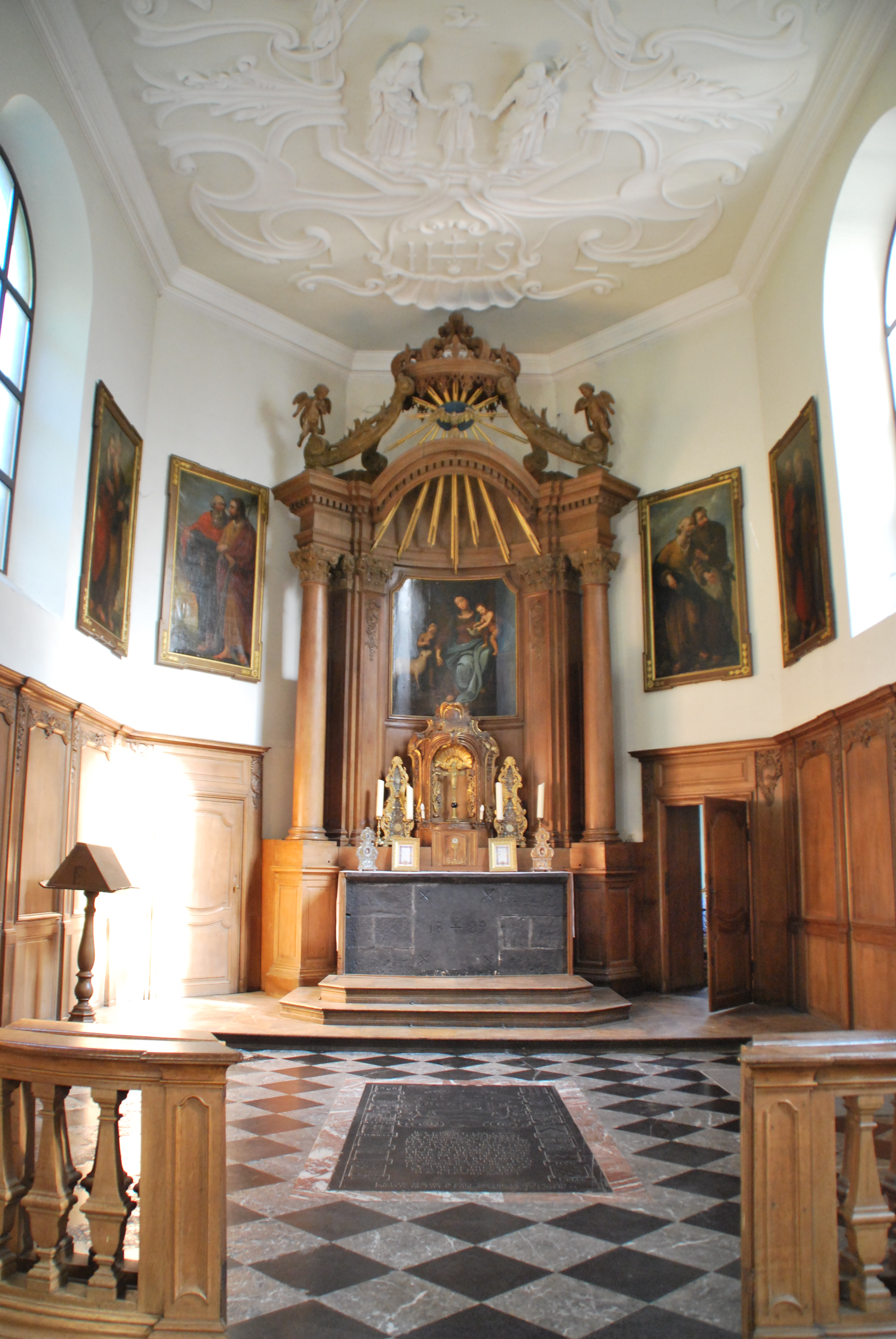
Koor

De Saint-Rémikerk (Frans: Église Saint-Rémi) is de parochiekerk van Franc-Waret, een plaats in de Belgische gemeente Fernelmont in de provincie Namen. Het 17e-eeuwse gebouw is samen met het kerkhof en de pastorie in 1955 beschermd. Bij de ingangsdeur staat het monument voor de lokale doden van de Eerste Wereldoorlog. Een honderdtal meter verderop ligt het kasteel van Franc-Waret.

## Bouwgeschiedenis
Een kleine kerk werd opgericht in de 16e eeuw. Uit deze periode is alleen een fragment van een gotische grafsteen in de sacristiemuur overgebleven. De kerk werd volledig herbouwd in 1664-1669 door toedoen van baron Paul-Jean de Groesbeeck. In 1671 liet hij de grafsteen van zijn ouders in het koor plaatsen. 
Van 1888 tot 1889 werd de kerk uitgebreid door de architect Masset. Het gebouw kreeg een nieuwe sacristie en een pseudotransept, terwijl het koor identiek werd herbouwd. De markiezin de Caulaincourt en de gravin d'Andigné financierden deze werkzaamheden. In 1903 werd het plafond hersteld en in 1906-1907 kreeg het koor twee glas-in-loodramen. Na 1918 liet graaf Jean d'Andigné het dak vernieuwen. De tijdens de Tweede Wereldoorlog vernielde glas-in-loodramen werden in 1952 vervangen. In datzelfde jaar werd ook het dak van de klokkentoren vervangen.

## Beschrijving
De kerk bestaat uit een voorgebouwde westtoren, een eenbeukig schip met drie traveeën en een driehoekig koor. Tegen de zuidkant van het koor is de rechthoekige sacristie aangebouwd. Het kerkgebouw staat op een sokkel van kalksteen en ook het koor bestaat uit dat materiaal. De andere muren zijn van baksteen, afgewisseld met geblokte hoekbanden en vensterlijsten uit blauwe hardsteen. Op sommige plekken zijn er grafstenen van pastoors ingemetseld. Het leien dak is afgezet met een lijst die rust op consoles.
De vierkante westtoren heeft drie verdiepingen en wordt bekroond door een achthoekige, ingesnoerde torenspits. Een trap leidt naar de dubbele toegangsdeur in de zijkant van de toren. Erboven is het wapen van Groesbeek aangebracht en een gedenksteen met een verklaring in het Frans van Paul Jan Baron de Groisbeek, dat hij de kerk heeft opgericht ter ere van God, de Onbevlekte Ontvangenis en Sint-Remigius, alsook ter nagedachtenis van zijn ouders Jan Baron de Groisbeek en Hélaine d'Ive.  
Het interieur wordt verlicht door zes grote rondboogvensters in de zijgevels en twee kleinere in het koor. In de binnenmuren zijn grafstenen verwerkt van de familie Groesbeeck en van pastoors van Franc-Waret. De vlakke plafonds van het schip en het koor zijn versierd met christelijke taferelen in stucwerk: in het schip drie medaillons met de opvoeding van Maria door Sint-Anna, Maria met Kind en de triomfantelijke Christus; in het koor de Heilige Familie. Aan de westkant staat een doksaal uit 1756, dat steunt op twee houten zuilen. Het koor bevat het hoogaltaar in hout en centraal in de vloer het graf van Jan van Groesbeeck en Hélène d'Yve.

## Voetnoten
1. ↑  Franc-Waret - Monument aux morts et aux victimes civiles de 1914-1918, Bel-memorial (bezocht 15 juli 2025)